# Sportcenter Mavuso
Het Sportcenter Mavuso is een multifunctioneel stadion in Manzini, een stad in Swaziland. Het stadion wordt vooral gebruikt voor voetbalwedstrijden. In het stadion is plaats voor 5.000 toeschouwers. 